# Ida Marcussen
Ida Marcussen, född 1 november 1987, är en norsk friidrottare som tävlar i sjukamp. Vid OS 2008 kom hon på 21:a plats.